# Moneglia
Moneglia (AFI: [moˈneʎʎa]; Munéggia [muˈnédʒa] in ligure) è un comune italiano di 2 482 abitanti della città metropolitana di Genova in Liguria.

## Geografia fisica

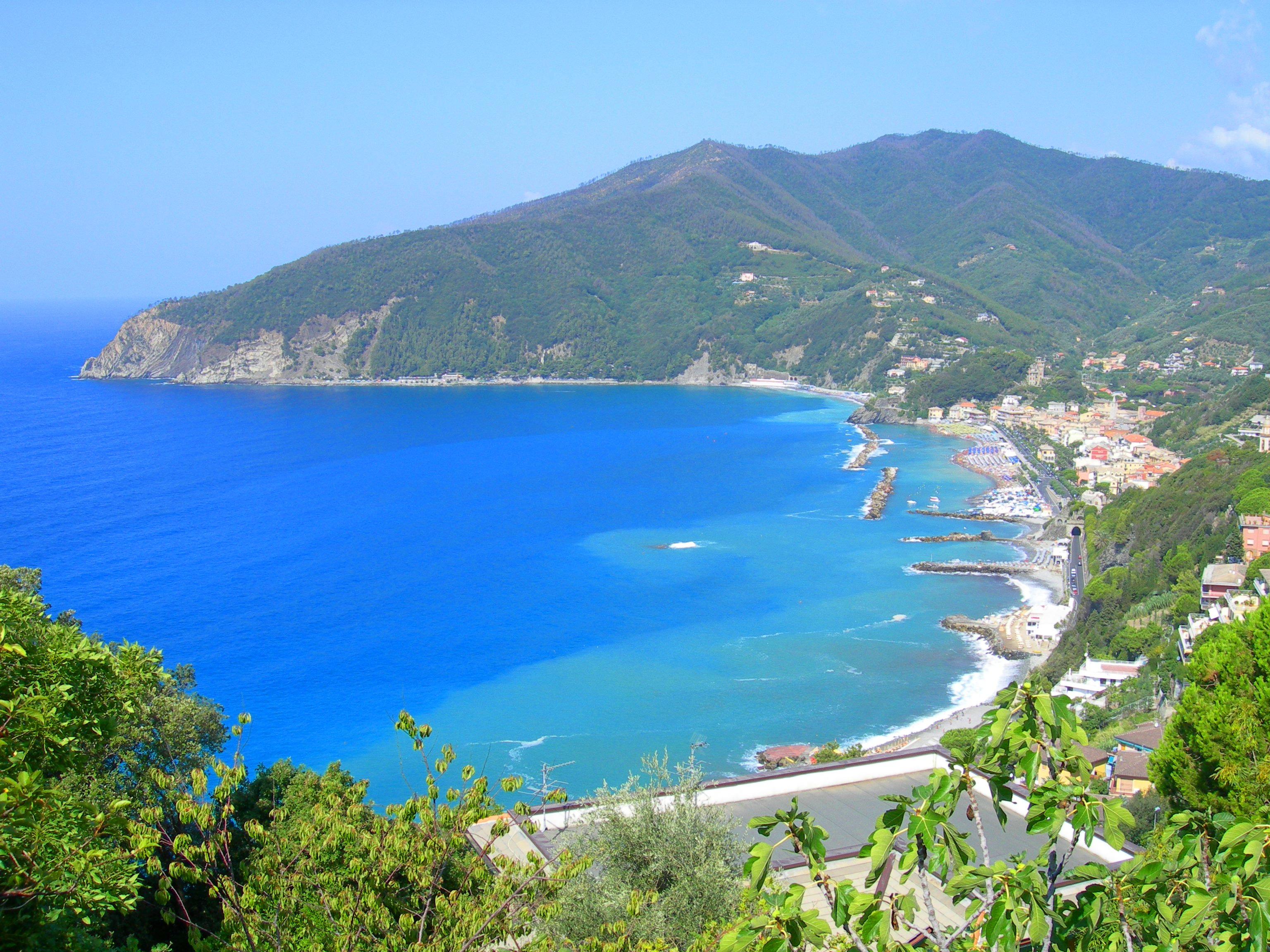
Panorama del comprensorio

### Territorio
Il territorio di Moneglia è situato sulla Riviera di Levante,  ad est di Genova, di cui è l'ultimo comune orientale del territorio metropolitano, e a circa 30 km dalla Spezia e a circa 60 km da Genova.
Il paese si trova all'interno di un'ampia baia delimitata da due promontori, entrambi ricchi di vegetazione mediterranea e pinete: a ovest si estende il promontorio di punta Moneglia e a est quello di punta Rospo. Mentre il primo è interamente selvaggio e raggiungibile solo mediante sentieri, che verso l'alto si spingono fino ai monti Comunaglia (432 m) e Moneglia (521 m), il secondo presenta diverse zone residenziali fino all'abitato di Lemeglio. Altre vette del territorio sono il monte Incisa (514 m) e il monte Crocetta (446 m).
Il territorio monegliese è attraversato principalmente da due corsi d'acqua a carattere torrentizio, spesso in secca o con scarsa portata nei mesi più caldi, e da numerosi ruscelli che scendono dalle colline attorno al paese. Nella parte occidentale del borgo scorre il torrente San Lorenzo, coperto nel suo tratto finale e adibito a strada e parcheggio, mentre a levante scorre il torrente Bisagno.

### Clima
Il clima è tipico mediterraneo, privo, salvo rare occasioni, di eccessi termici in estate e di episodi di gelo in inverno. Tuttavia, le precipitazioni possono essere abbondanti, specialmente durante l'autunno e la primavera, a causa dell'orografia della riviera di Levante.
Dal punto di vista legislativo Moneglia ricade nella Classificazione climatica D in quanto i gradi giorno della città sono 1 547, dunque il limite massimo consentito per l'accensione dei riscaldamenti è di 12 ore giornaliere dal 1º novembre al 15 aprile.

## Storia

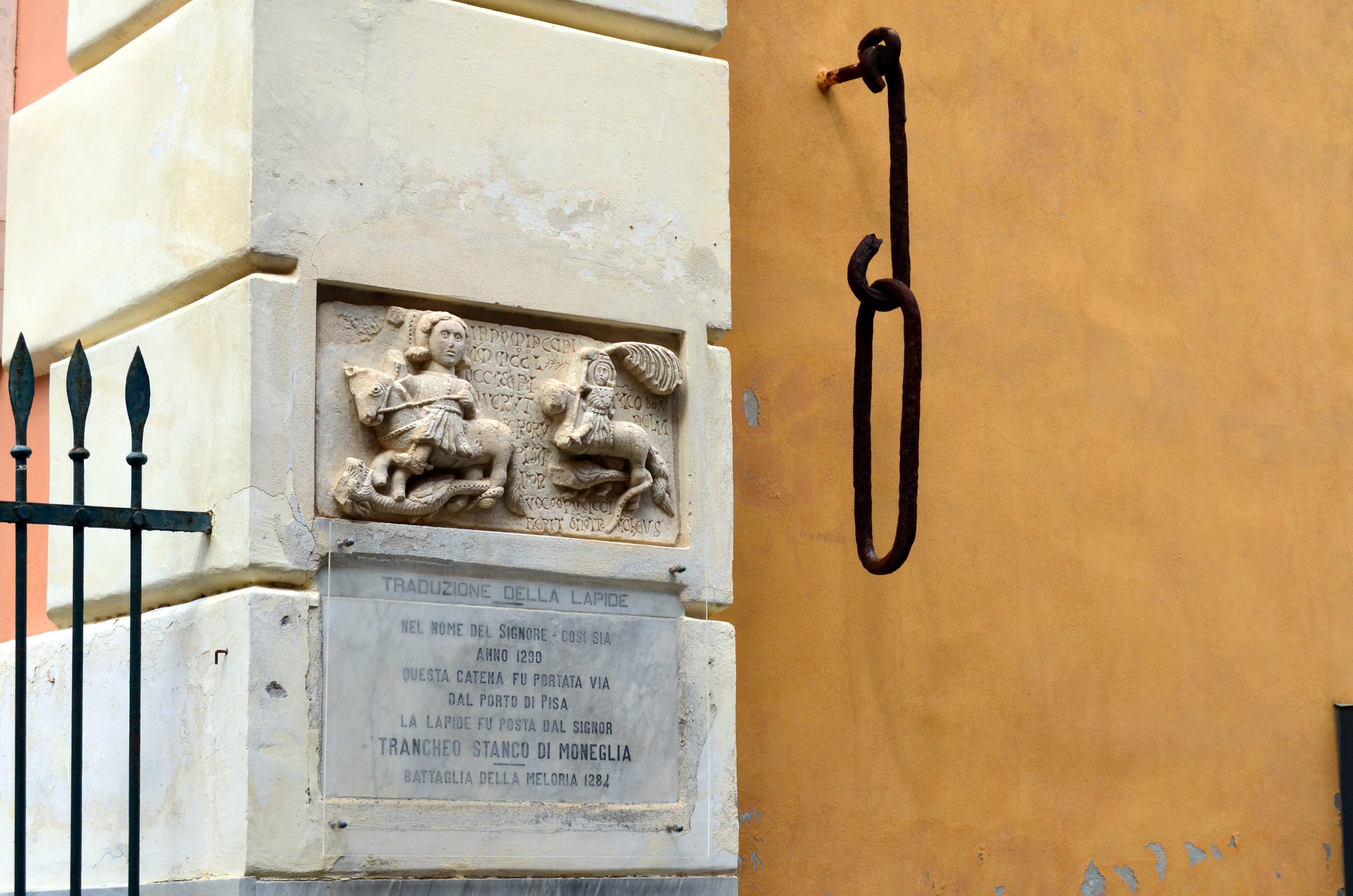
Alcuni anelli della catena del porto di Pisa, donati da Genova alla comunità di Moneglia, e lapide commemorativa della vittoriosa battaglia della Meloria del 1284

L'antico toponimo di Moneglia (ad Monilia) appare nella Tavola Peutingeriana, copia di una carta militare dell'Impero romano di IV secolo, conservata presso la biblioteca nazionale austriaca di Vienna, scoperto dall'antiquario di Augusta, Corrado Peutinger, nel Cinquecento.
Il borgo, già abitato dalla popolazione dei Liguri Lapicini, fu un centro molto importante in epoca romana grazie alla sua posizione strategica rispetto all'antica Via Aurelia. Menzionata in una carta dell'Impero dell'anno 14  e da vari storici antichi, tuttavia, secondo il professor Nicola Criniti dell'Università di Parma, la citazione  di un Lemmelius, cioè l'attuale frazione di Lemeglio, nella "tabula alimentaria" del 117 , non è riferibile alla nostra zona. L'importanza storica del territorio monegliese viene ulteriormente testimoniata e risaltata dallo storico Agostino Giustiniani nei Castigatissimi Annali della Repubblica di Genova del 1537.
Nel corso del VII secolo, in epoca longobarda, la Liguria venne conquistata dal re Rotari.
Carlo Magno con il diploma imperiale del 5 giugno 774 donò il territorio circostante all'abbazia di San Colombano di Bobbio.

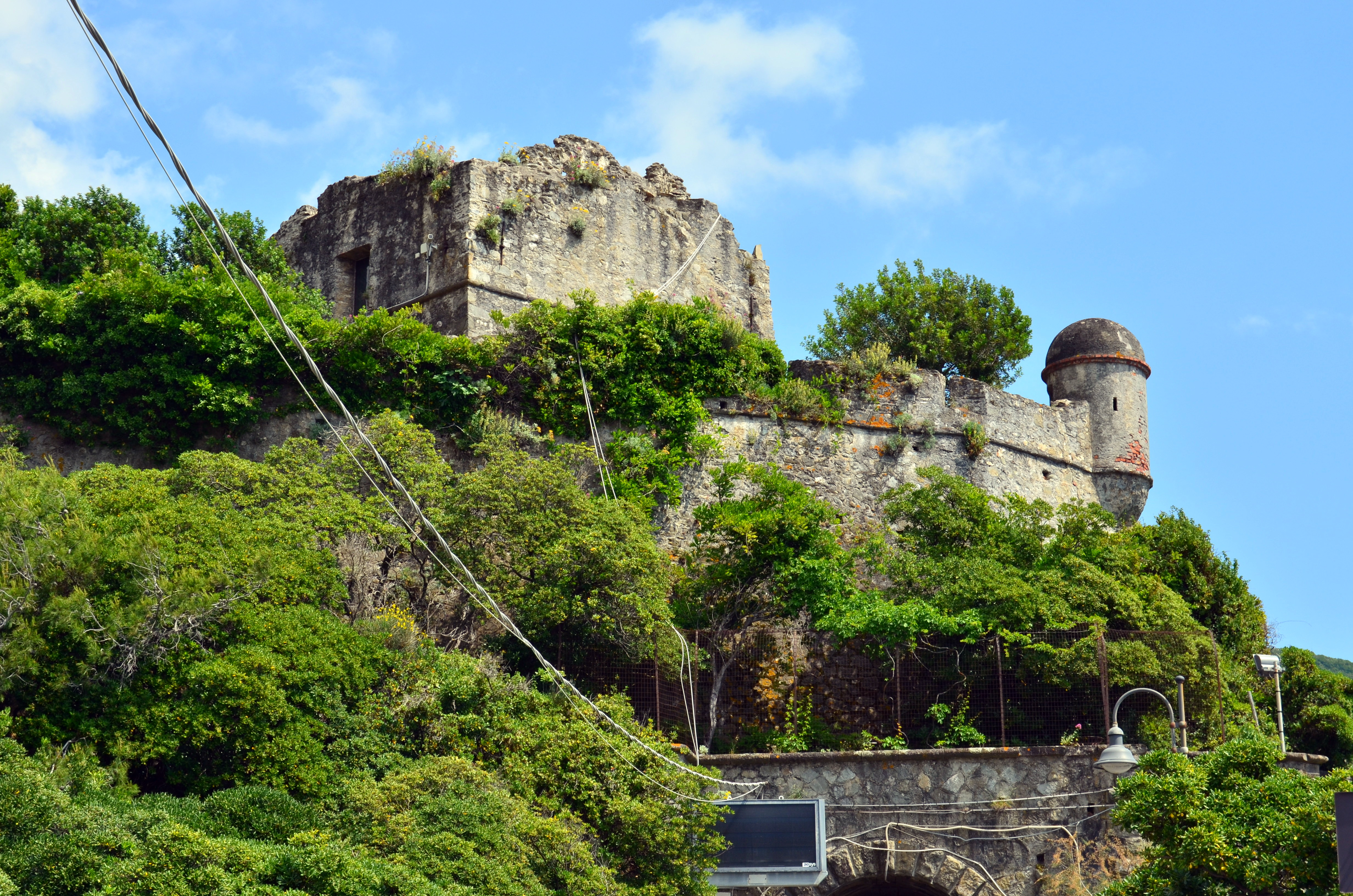
I ruderi della fortezza di Villafranca

Nel Medioevo subì, come altri paesi costieri del Levante ligure, le aggressioni dei saraceni che saccheggiarono la cittadina; nel particolare, una cronaca locale, afferma che l'odierno abitato collinare di Lemeglio fu preso d'assalto nell'XI secolo dai pirati con l'uccisione di quasi tutti gli abitanti e il rapimento di oltre venti bambine e donne.
Il feudo monegliese fu amministrato fino al 1153 dai conti Fieschi di Lavagna e a partire da tale periodo divenne territorio della Repubblica di Genova. La repubblica eresse, nel 1173, la fortificazione di Monleone, i cui resti sono ancora presenti; già nel 1174 o nel 1176 quest'ultima venne assediata dai circa 3 000 fanti e 150 cavalieri, inviati da Obizzo Malaspina alleato con i Fieschi e i locali conti Da Passano.
Moneglia, così come gli altri feudi fedeli a Genova, partecipò a fianco di essa nel 1284, con proprie galee, alla celebre e vittoriosa battaglia della Meloria e a quella di Porto Pisano (1290) contro la rivale Pisa per il dominio commerciale sui mari; secondo la tradizione Genova, in gesto di riconoscenza, donò alla comunità del piccolo borgo alcuni anelli della catena che serviva a chiudere le bocche del Porto Pisano, e che ancora oggi sono incastonati nella parete esterna della chiesa di Santa Croce.
Nel 1397 l'alleanza tra le famiglie Bertolotti del borgo di Levanto, i Malaspina e i ghibellini del feudo portarono a un nuovo assalto alla fortezza di Monleone che, dopo un estenuante assedio, dovette cedere ai conquistatori. Stessa sorte subì il borgo tra assalti e incendi, nonostante una coraggiosa rivolta popolare avesse costretto gli assalitori ad asserragliarsi nel neo conquistato castello. Durante la dominazione di Genova da parte del Ducato di Milano, nel 1425, l'ex doge repubblicano Tomaso Fregoso, signore di Sarzana, assoggettò Moneglia nel proprio dominio feudale. Negli scontri che ne seguirono fu distrutto il campanile della pieve monegliese. Una presunta alleanza o patteggiamento della comunità monegliese verso la famiglia Fieschi portò, nel 1477, a una sorta di "spedizione punitiva" genovese, dominata in quel periodo dagli Sforza di Milano, con saccheggi e il versamento di un'ammenda di duemila scudi.

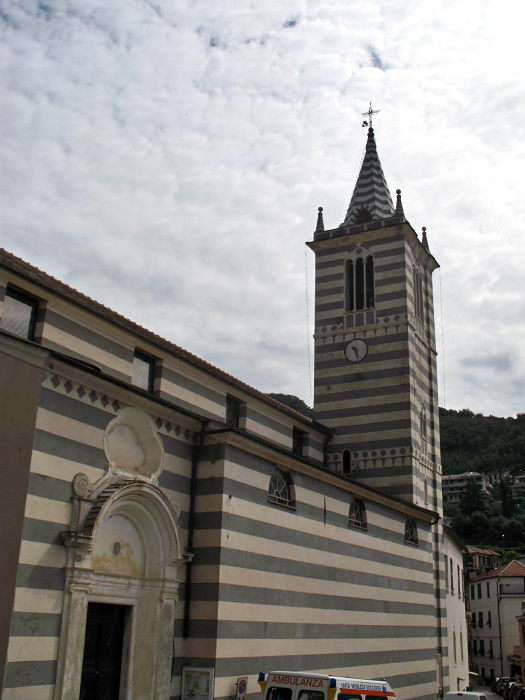
La chiesa di San Giorgio nella zona a ponente del centro storico monegliese

Con l'assestamento dei poteri autonomi della repubblica, intorno al XVI secolo, Genova elesse Moneglia come capoluogo della locale podesteria con giurisdizione sull'intero territorio circostante, sulle odierne frazioni e località del comune e sulla confinante Deiva Marina (Lemeglio, Deiva, Mezzema, Agnora, Littorno, Scaro, Stozio, Comeglio, Camposoprano, Camposottano, San Saturnino Tessi, Borghetto Bracco, Casale, Vallecalda, San Lorenzo o Chiesanuova e Crova). Risale al 1549 la richiesta al Senato genovese per la costruzione di una nuova torre di difesa e avvistamento nella fortezza di Villafranca. Nel 1637 con l'elezione di Levanto a locale capitanato della repubblica, Moneglia vi fu inclusa fino alla dominazione napoleonica di fine Settecento. Durante la guerra di successione austriaca del 1747 è testimoniata nel borgo di Moneglia la presenza degli Spagnoli: risale infatti al 1745 un atto di morte di un soldato ispanico depositato nell'archivio parrocchiale di Santa Croce; al 1748 risale invece la successiva occupazione dei Francesi.
Con la dominazione francese la municipalità di Moneglia rientrò dal 2 dicembre 1797 nel dipartimento dell'Entella, con capoluogo Chiavari, all'interno della Repubblica Ligure. Dal 28 aprile 1798 la municipalità di Moneglia e le frazioni di Lemeglio e San Saturnino rientrarono nel VII cantone, come capoluogo, della giurisdizione del Gromolo e Vara e dal 1803 centro principale del VII cantone del Gromolo nella giurisdizione dell'Entella. Annessa al Primo Impero francese, dal 13 giugno 1805 al 1814 venne inserito nel dipartimento degli Appennini. L'11 luglio 1809 è documentato il passaggio per il passo del Bracco del pontefice Pio VII, prigioniero dei soldati francesi, in viaggio da Roma diretto in terra d'oltralpe.
Nel 1815 fu inglobata nel Regno di Sardegna, secondo le decisioni del congresso di Vienna del 1814, che sottopose la municipalità di Moneglia nella provincia di Chiavari sotto la giurisdizione di Genova. Dal 1859 al 1926 il territorio fu compreso nel III mandamento di Sestri Levante del circondario di Chiavari dell'allora provincia di Genova, nel Regno d'Italia.
Dopo la perdita di 37 cittadini nella Grande Guerra del 1915-1918, la comunità monegliese subì diversi e luttuosi bombardamenti aerei (14 giugno, 29 giugno e 1º novembre 1944) durante le fasi cruciali e finali della seconda guerra mondiale, mirati alla distruzione del  ponte ferroviario lungo la linea Genova-La Spezia spostata, nel 1924, più a monte dell'originale tracciato a ridosso della scogliera. Furono proprio le ex gallerie della precedente linea ferrata a fare da rifugio alla popolazione.
Dal 1973 al 31 dicembre 2008 ha fatto parte della Comunità montana Val Petronio.
Il 10 agosto 2012 un gruppo di subacquei genovesi, a circa 150 m di profondità, ha avvistato il relitto del piroscafo Enrichetta, un'imbarcazione carica di materiale ferroviario e che fu affondata da un sommergibile della Marina imperiale tedesca il 30 giugno del 1917. Risulta ancora non ritrovato e disperso, invece, il relitto del cacciatorpediniere Gioberti affondato il 9 agosto del 1943 dal sommergibile Simoom della Marina militare britannica nei pressi di punta Mesco.

### Simboli
Stemma
Gonfalone

Vi è rappresentata l'antica fortezza di Monleone, edificata dalla Repubblica di Genova nel 1173.

## Monumenti e luoghi d'interesse

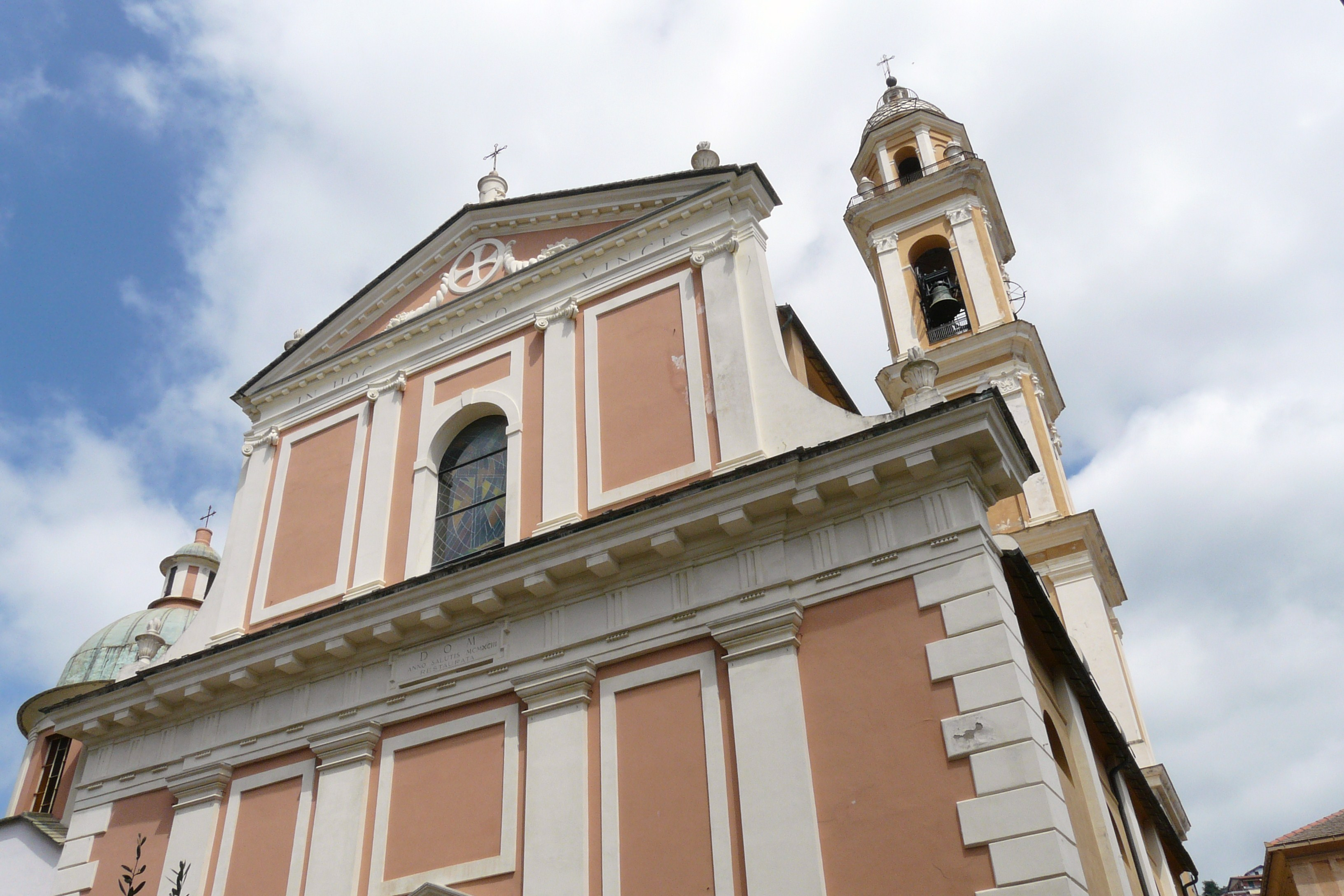
La chiesa di Santa Croce nel centro storico di Moneglia

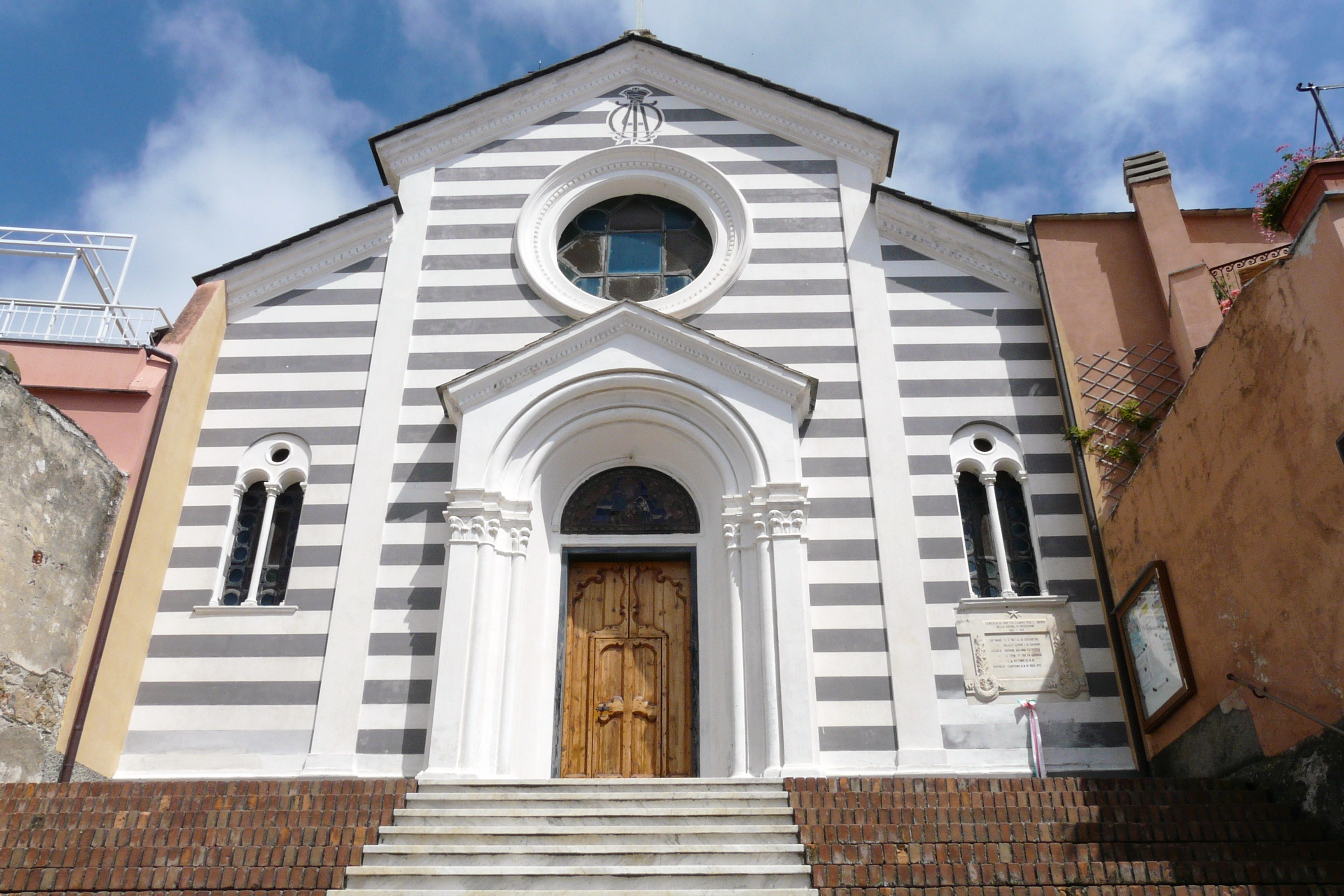
La chiesa di Santa Maria Assunta nella frazione di Lemeglio

### Architetture religiose
- Chiesa parrocchiale di Santa Croce nella parte est del centro abitato. La chiesa fu ricostruita nel 1726 sui resti della preesistente e antica pieve del XII secolo. Nella parete esterna dell'edificio sono esposte alcuni anelli della catena che chiudeva l'ingresso del porto di Pisa, trofeo preso dal monegliese Trancheo Stanco dopo la vittoria genovese nella battaglia della Meloria del 1284. All'interno opere del locale pittore Luca Cambiaso e dello scultore genovese Anton Maria Maragliano.
- Oratorio dei Disciplinanti presso la parrocchiale di Santa Croce. Importante per i suoi cicli di antichi affreschi, l'oratorio attuale è di aspetto barocco, ma la sua costruzione risale all'XI secolo.
- Chiesa parrocchiale di San Giorgio nella parte ovest del centro abitato, nei pressi della sovrastante fortezza di Monleone. Risalente al 1396 con annesso chiostro francescano del XV secolo, conserva al suo interno pregiate opere pittoriche e scultoree databili tra il Seicento e il Settecento.
- Chiesa di San Rocco nella frazione di Bracco, del Seicento.
- Cappella di Sant'Anna nella frazione di Comeglio.
- Chiesa parrocchiale di Santa Maria Assunta nella frazione di Lemeglio. Parrocchia dal 1413, così come afferma un atto notarile dell'epoca, conserva al suo interno un dipinto raffigurante San Carlo, attribuita al pittore bolognese Giulio Cesare Procaccini.
- Chiesa di San Lorenzo nella frazione omonima. Era la chiesa parrocchiale prima di quella di San Giorgio. Esterno e interno dell’edificio di culto appaiono semplici: il paramento murario originario della chiesa rimane visibile soltanto in parte, sul campanile. Il Cardinale Clemente Dolera, che era originario di Moneglia, ed è oggi sepolto a Roma nell’Ara Coeli (con lapide che lo cita “moniliano”), si preoccupò, poco prima di morire, nel 1568, di fare ristrutturare la chiesa di San Lorenzo a sue spese.
- Chiesa parrocchiale di San Saturnino nella frazione omonima.

### Architetture militari
- Fortezza e torre di Villafranca, a est dell'abitato odierno di Moneglia, fu eretta  per ordine della Repubblica di Genova  nel XVI secolo per la difesa contro i pirati e avvistamento dalla costa. Bombardata durante la seconda guerra mondiale, è stata recentemente messa in sicurezza dall'ente comunale che ha permesso l'apertura al pubblico dell'adiacente parco.
- Fortezza di Monleone, a ovest dell'abitato monegliese, fu eretta dalla repubblica genovese nel 1173. Subì un primo assedio già nel 1174 dai soldati del conte Obizzo Malaspina, alleato quest'ultimo con le famiglie Da Passano e Fieschi.

## Società

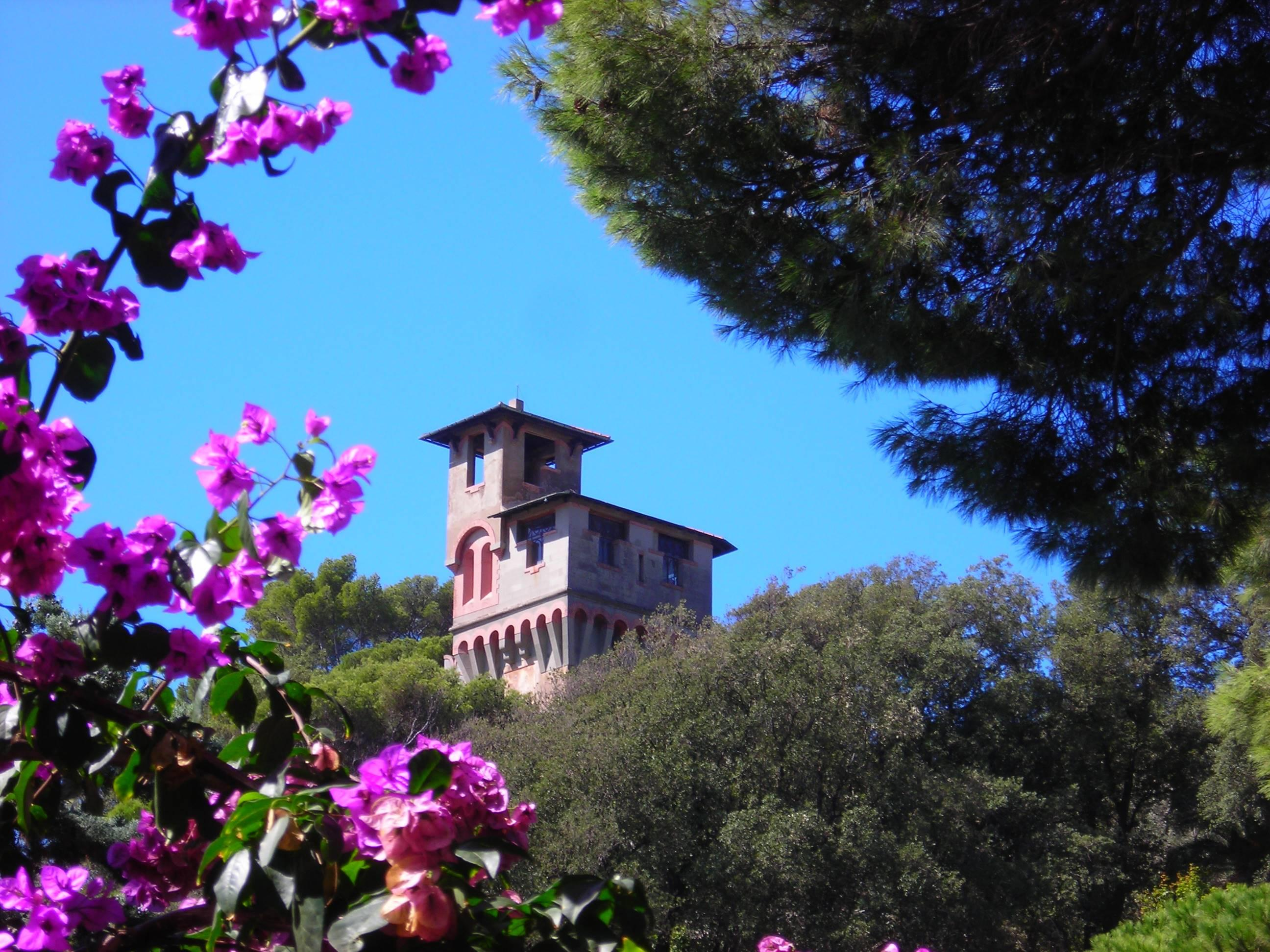
Il castello De Fornari, risalente al periodo novecentesco in stile Liberty, edificato all'interno della preesistente fortezza di Monleone

### Evoluzione demografica
Abitanti censiti

### Etnie e minoranze straniere

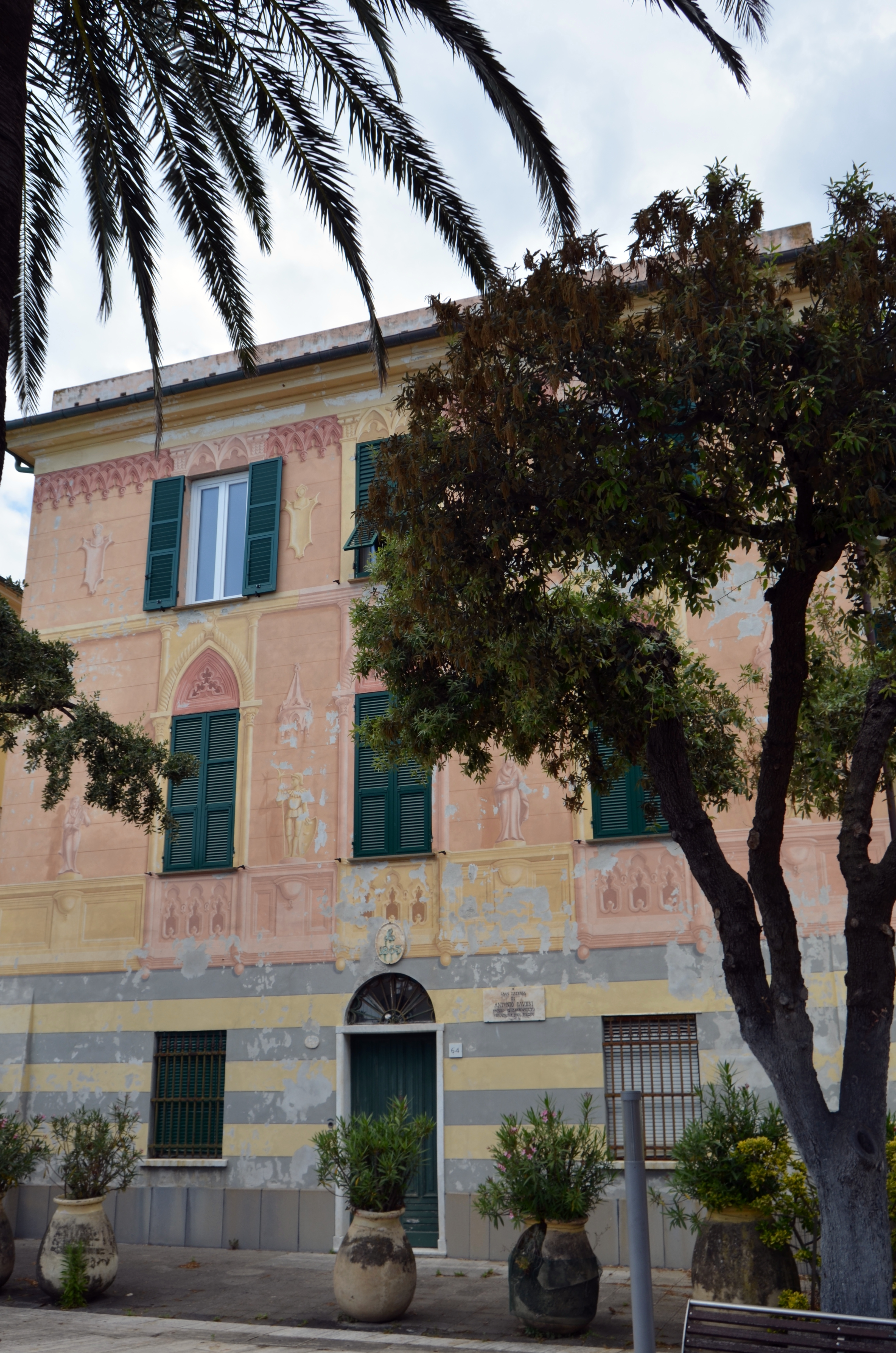
La casa paterna di Antonio Caveri, senatore del Regno d'Italia e rettore dell'Università di Genova

Secondo i dati Istat al 31 dicembre 2022, i cittadini stranieri residenti a Moneglia sono 135, così suddivisi per nazionalità, elencando per le presenze più significative:
1. Ecuador, 24
2. Romania, 22
3. Repubblica Dominicana, 20

## Cultura

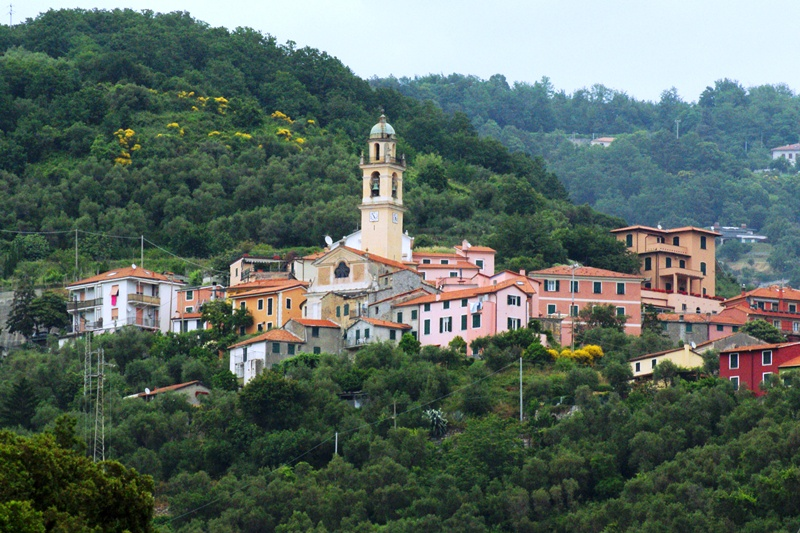
La frazione di San Saturnino vista da Moneglia

### Cucina
Principale prodotto di questo lembo di terra ligure è l'olio d'oliva, che ha ottenuto negli anni scorsi la DOP "Riviera Ligure di Levante". L'olio di Moneglia si accompagna bene con piatti di pesce e della dieta mediterranea, di cui la cucina ligure è una delle più alte espressioni.

### Eventi
- Nel periodo di carnevale si tiene il "Carnevale della Zucca", riconosciuto anche come "Evento autentico ligure" dalla Regione Liguria. [16]
- Dal 2015 tra fine febbraio e inizio marzo ospita la "Festa delle Feste", per promuovere questo evento viene realizzato, con la partecipazione di tutto il paese, un video ispirato ai grandi classici cinematografici.
- Nei weekend estivi sono sempre molto partecipate e attese le Sagre delle frazioni di San Saturnino, Bracco e Comeglio.

## Geografia antropica
Il territorio comunale comprende, oltre al nucleo principale, le frazioni di Bracco, Casale, Camposoprano, Comeglio, Crova, Facciù, Lemeglio, Littorno, San Lorenzo, San Saturnino e Tessi per un totale di 15,61 km².
Confina a nord con il comune di Castiglione Chiavarese, a sud è bagnato dal mar Ligure, a ovest con Casarza Ligure e Sestri Levante e a est con Deiva Marina (SP).

## Economia

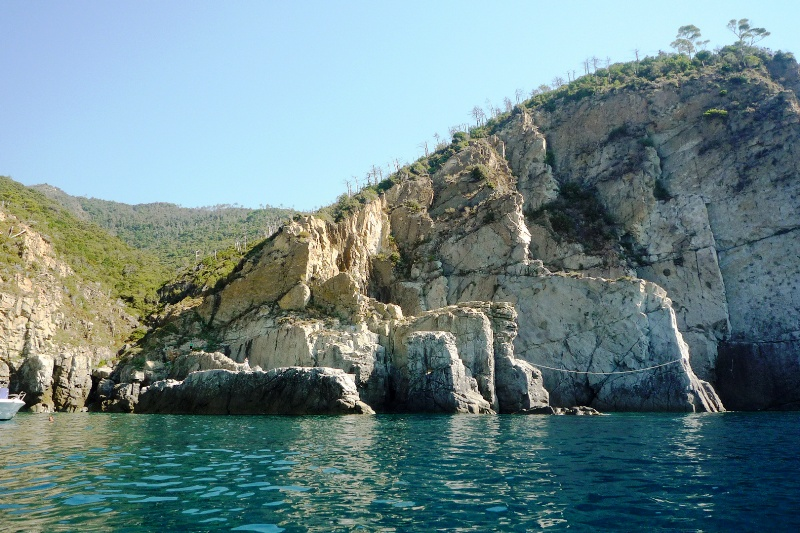
La costa rocciosa di Moneglia

### Turismo
Il turismo balneare ha un peso rilevante nell'economia del paese, e vi sono diversi itinerari naturalistici sulle colline circostanti. Nel giugno 2008 è stata conferita alla cittadina la Green Key, il marchio ambientale internazionale promosso da FEE International con lo scopo di promuovere lo sviluppo di un turismo ecosostenibile. Il comune è stato inserito nel 2012 nella lista dei borghi più belli d'Italia.
La località ha ottenuto dalla FEE-Italia il conferimento della Bandiera blu per la qualità delle sue spiagge e assieme al comune friulano di Grado detiene il record Italiano di aggiudicazione delle bandiere blu ininterrottamente dal 1990.

### Agricoltura
La coltivazione dell'ulivo è molto diffusa sulle colline del paese e ha permesso, nel corso degli ultimi decenni, la nascita di diversi frantoi dove la produzione, soprattutto a carattere familiare, è ormai ampiamente diffusa. Molto coltivata è anche la vite, in particolare sulle colline fra San Saturnino e Lemeglio, da cui si ottiene il vino "Bianco di Moneglia".

## Infrastrutture e trasporti

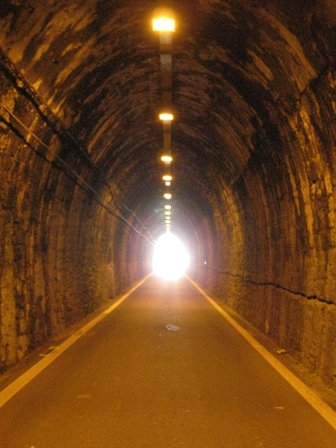
Le gallerie che collegano Moneglia a Riva Trigoso

### Strade
Il centro di Moneglia è attraversato dalla strada litoranea detta "delle Gallerie", che collega il paese a ovest con Sestri Levante, passando per la frazione di Riva Trigoso, e a est con Deiva Marina, in provincia della Spezia.
Dal 27 marzo 2025 la strada delle Gallerie è chiusa al traffico sull'intero percorso da Riva Trigoso a Deiva Marina, a causa della rilevazione di problemi strutturali che hanno reso necessari importanti lavori di manutenzione straordinaria; gli interventi sono stati stimati essere della durata di circa due anni.
Le gallerie della strada litoranea sono a senso unico alternato e l'accesso è regolato da semafori a tempo con orari cadenzati, poiché la larghezza molto ridotta dei tunnel non consente la circolazione contemporanea nei due sensi di marcia. Particolarmente suggestive, anche se non molto comode, le gallerie erano utilizzate come gallerie ferroviarie fino al 1932, prima che la ferrovia, all'epoca a binario singolo (motivo della larghezza ridotta), venisse ricostruita a doppio binario e più a monte, come si presenta attualmente. A causa della loro conformazione, il transito nelle gallerie è vietato alle biciclette e ai pedoni, mentre caravan e camper possono transitare solo nel tratto tra Riva Trigoso e Moneglia, che non possono percorrere per intero ma solo dalle estremità fino alla deviazione per un campeggio posto circa a metà del tracciato.
Gli orari dei semafori sono i seguenti:
- Riva Trigoso - Moneglia: semaforo verde ai minuti 15, 35 e 55 di ogni ora
- Moneglia - Riva Trigoso: semaforo verde ai minuti 05, 25 e 45 di ogni ora
- Deiva Marina - Moneglia: semaforo verde ai minuti 00, 10, 20, 30, 40, 50 di ogni ora
- Moneglia - Deiva Marina: semaforo verde ai minuti 05, 15, 25, 35, 45 e 55 di ogni ora

Da Moneglia hanno inizio le strade provinciali 55 di Moneglia e 68 del Facciù. Entrambe collegano il paese con la strada statale 1 Via Aurelia.

### Ferrovie

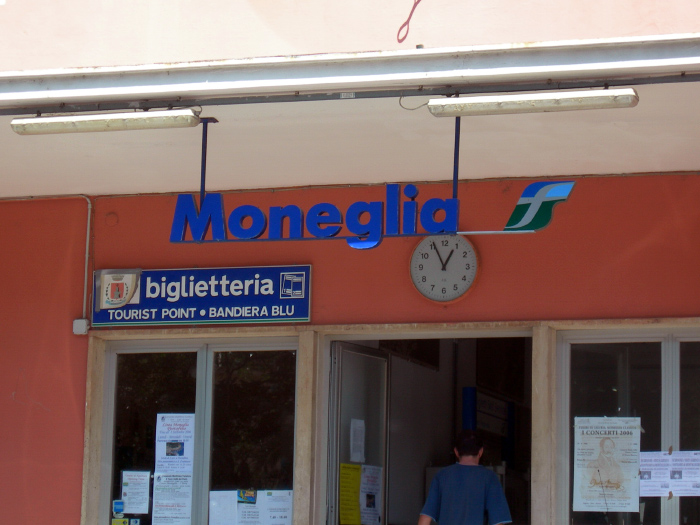
La stazione di Moneglia

La fermata di Moneglia è situata sulla linea Genova-Pisa ed è servita dai collegamenti ferroviari regionali in servizio tra Sestri Levante, le Cinque Terre e La Spezia.

### Linee marittime
Durante la stagione estiva è attivo un servizio di battelli turistici che, partendo dal molo del paese, collega Moneglia con Portofino, San Fruttuoso di Camogli, Portovenere e le Cinque Terre.

### Porti
È presente un centro di rimessaggio e alaggio per barche di piccole dimensioni, ricavato da una porzione di spiaggia a esso dedicata e dallo specchio acqueo antistante, all'interno della diga frangiflutti.

### Mobilità urbana
I servizi di trasporto pubblico locale gestiti dall'AMT garantiscono quotidiani collegamenti via autobus tra Moneglia e le altre località del territorio comunale; alcuni autobus collegano il comune anche alle vicine località di Deiva Marina, Framura, Riva Trigoso e Sestri Levante (attualmente i servizi verso Deiva Marina e Sestri Levante sono sospesi a causa della chiusura stradale delle gallerie).

## Amministrazione

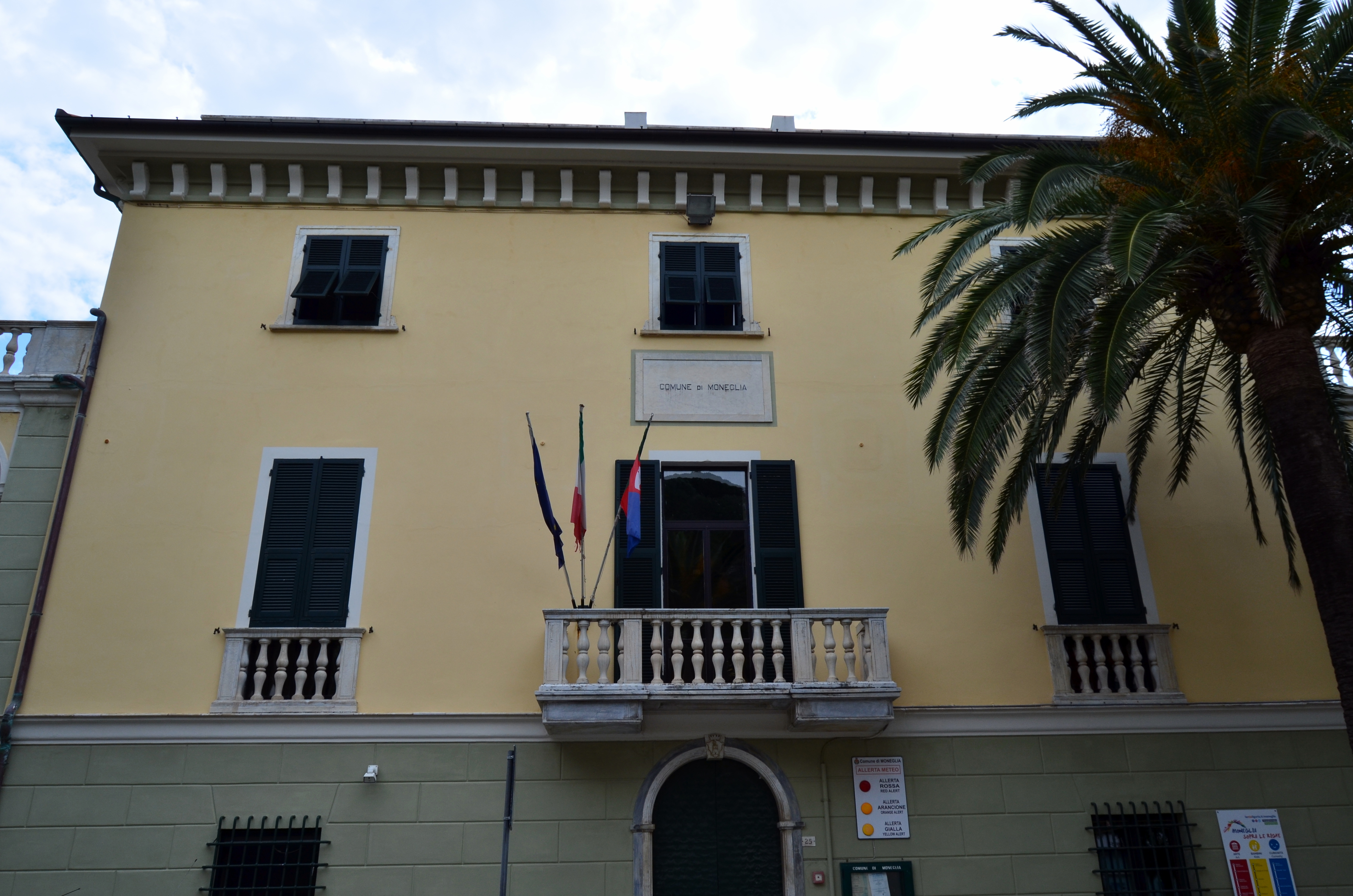
Il municipio

| Periodo        | Periodo        | Primo cittadino   | Partito                                                | Carica  | Note |
| -------------- | -------------- | ----------------- | ------------------------------------------------------ | ------- | ---- |
| 1964           | 25 luglio 1985 | Renato Migliaro   | DC                                                     | Sindaco |      |
| 25 luglio 1985 | 13 giugno 1990 | Renato Migliaro   | DC                                                     | Sindaco |      |
| 22 giugno 1990 | 24 aprile 1995 | Renato Migliaro   | DC                                                     | Sindaco |      |
| 14 giugno 1995 | 14 giugno 1999 | Giovanni Vernengo | Panorama di Moneglia (lista civica di centro-sinistra) | Sindaco |      |
| 14 giugno 1999 | 14 giugno 2004 | Giovanni Vernengo | Panorama di Moneglia (lista civica di centro-sinistra) | Sindaco |      |
| 14 giugno 2004 | 8 giugno 2009  | Eugenio Basso     | Il faro (lista civica di centro-destra)                | Sindaco |      |
| 8 giugno 2009  | 26 maggio 2014 | Claudio Magro     | Il faro (lista civica di centro-destra)                | Sindaco |      |
| 26 maggio 2014 | 27 maggio 2019 | Claudio Magro     | Il faro (lista civica di centro-destra)                | Sindaco |      |
| 27 maggio 2019 | 10 giugno 2024 | Claudio Magro     | Il faro (lista civica di centro-destra)                | Sindaco |      |
| 10 giugno 2024 | in carica      | Claudio Magro     | Il faro (lista civica di centro-destra)                | Sindaco |      |

### Gemellaggi
- Engen, dal 2009[21]

## Sport
Il 29 settembre 2002 Gianluca Genoni, apneista italiano, stabilisce nelle acque di Moneglia il record mondiale (-132 m) in Assetto Variabile Regolamentato.
Nel calcio l'unica squadra di Moneglia è attualmente l'A.C.D. Moneglia militante nel campionato di Seconda Categoria.
Società storiche sono state L'Atletico Moneglia, l'A.S.D. Monilia Calcio 1991. L'A.C.D. Moneglia calcio 1988 disputa le proprie partite casalinghe presso il campo sportivo "Fratelli Cevenini" di Deiva Marina, mentre l'A.S.D. Monilia Calcio 1991 dal 1º luglio 2019 si è fusa con la Società SS. Segesta Special Service di Sestri Levante.